# SMS Pelikan
Ne pas confondre avec l'entreprise Pelikan
Le SMS Pelikan est un mouilleur de mines de la Kaiserliche Marine.

## Histoire
Sa commande est posée en 1877, toutefois le Reichstag refuse d'accorder les fonds nécessaires. L'amirauté maintient cependant le programme de remplacement des navires de guerre et fait appel à des compagnies maritimes pour le transport. Finalement les crédits sont accordés lors du budget de l'année 1888.
À l'origine, ce bateau à vapeur pour le transport est construit pour la relève des équipages de navires allemands présents à l'étranger. Après la construction du Pelikan, on constate pourtant ne plus avoir la nécessité d'un tel navire, le navire sert à des tâches secondaires. Il fait des missions de garde dans le port de Kiel, d'exploration océanographique dans la mer Baltique ou de "simulacre" lors de manœuvres. En 1895, on décide de le reconvertir comme mouilleur de mines.
En 1901, il est présent à côté du SMS Kaiser Friedrich III lors de son avarie grave en janvier 1902.
Au début de la Première Guerre mondiale, le Pelikan est au Kaiserliche Werft Danzig pour une révision majeure de la chaufferie. Après la fin des travaux le 25 septembre 1914, il rejoint immédiatement la Hochseeflotte.
Le Pelikan est présent lors de ces missions :
- 22 décembre 1914 : pose de mines dans la baie Allemande avec le SMS Nautilus.
- Du 31 juillet 1915 au 1er août 1915 : pose de mines anti-sous-marins dans la baie Allemande.
- 13 août 1915 : nouvelle pose de mines anti-sous-marins dans la baie Allemande.
- Du 2 au 3 octobre 1915 : pose de mines anti-sous-marins dans la baie Allemande.
- À partir du 1er juin 1916, pose de mines pour les essais des nouveaux navires, les SMS Brummer et Bremse.
- De la fin de la guerre au 15 octobre 1920 : utilisation comme navire-mère pour les dragueurs de mines.

Un mois plus tard, le 15 novembre 1920, le Pelikan est supprimé de la liste des navires de guerre. Il est revendu le 8 avril 1921 pour être détruit à Hambourg.